# Franz Seeck
Carl Julius Franz Seeck (* 11. Februar 1874 in Deutsch-Wilmersdorf bei Berlin; † 15. November 1944 in Berlin) war ein deutscher Architekt und Hochschullehrer.

## Leben
Seeck war der Sohn des Stadtbauinspektors Leopold Seeck und dessen Ehefrau Anna Pauline Sophie geborene Henschel. Er studierte an der Technischen Hochschule (Berlin-)Charlottenburg. Dort legte er 1896 seine erste Hauptprüfung zum Regierungsbauführer (Referendar) und 1900 seine zweite Hauptprüfung zum Regierungsbaumeister (Assessor) ab. Von 1906 an war Seeck als Lehrer, ab 1908 als Professor, an der Unterrichtsanstalt des Kunstgewerbemuseums Berlin tätig.
1911 beteiligte er sich am Wettbewerb zur Erweiterung des Zoologischen Gartens und zur Gestaltung des Ausstellungsgeländes in Breslau, das später durch die Jahrhunderthalle seine Prägung erfuhr. Gemeinsam mit dem Architekten Alfred Gellhorn und dem Gartenarchitekten Paul Freye gewann er mit dem Entwurf „Vereint und doch getrennt“ den 3. Preis. Mit Freye hatte er zuvor bereits den 2. Preis im Wettbewerb und den Bauauftrag für den Osterholzer Friedhof in Bremen gewonnen.
Er wurde 1920 zum Mitglied der Preußischen Akademie der Künste ernannt. 1928 gehörte er zu den Gründungsmitgliedern der konservativen Architektengruppe Der Block. Am 9. Dezember 1933 wurde seine Mitgliedschaft in der Akademie der Künste aus politisch-rassistischen Gründen auf Basis des Gesetzes zur Wiederherstellung des Berufsbeamtentums aufgehoben.
Seeck war seit 1911 mit Emma Henin (geb. 1879) verheiratet. Sein Grab befindet sich auf dem Friedhof Dahlem (Feld 8).

## Ehrungen
1906 wurde ihm der Königliche Kronenorden IV. Klasse verliehen.

## Werk

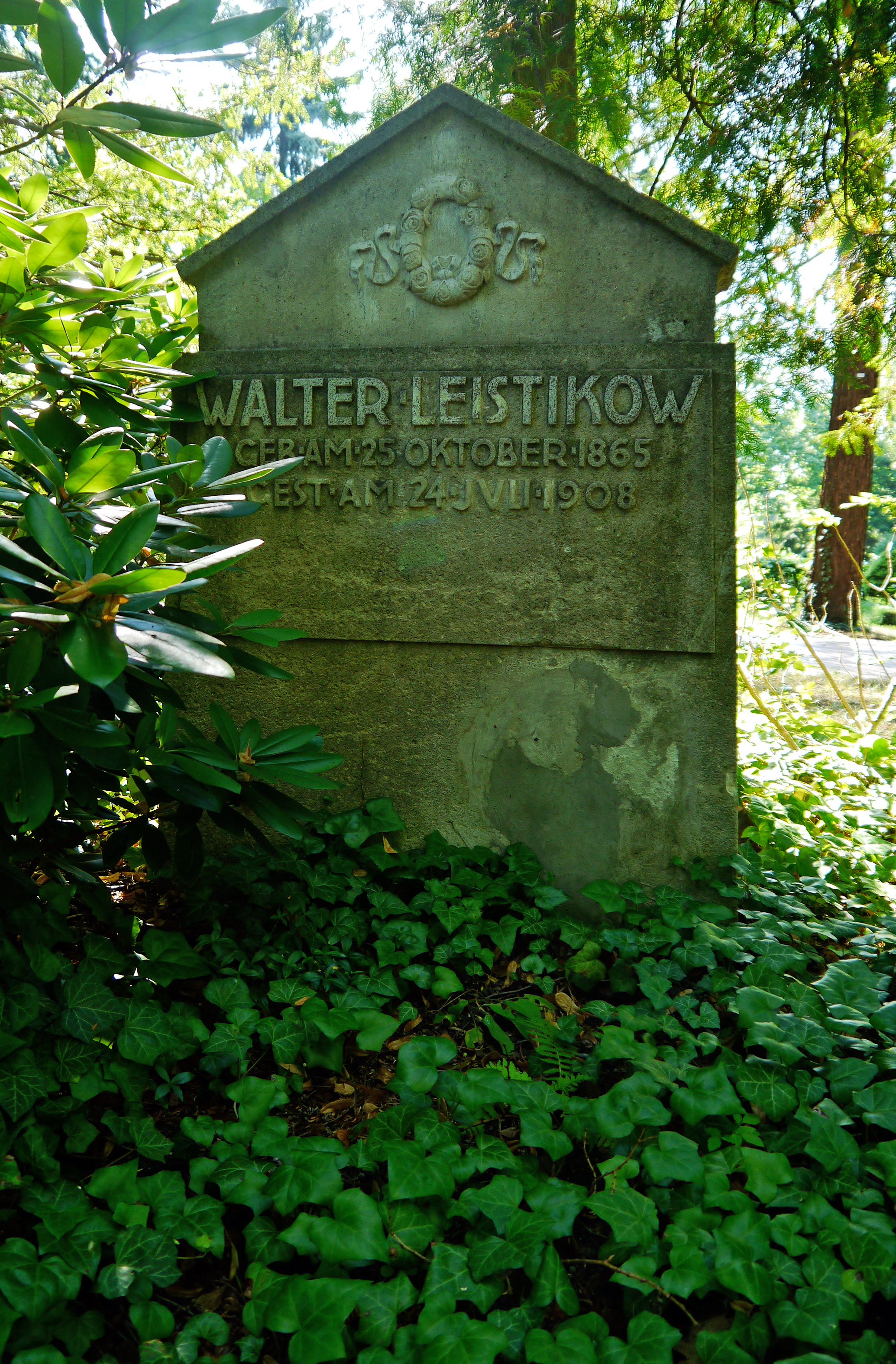
Grabmal für Walter Leistikow in Berlin (1909)

- Nach 1906: Stelengrabmal für seinen Vater auf dem Südwestkirchhof Stahnsdorf
- 1907–1908: Mehrfamilienwohnhaus-Gruppe für den Arzt Carl Günther in Berlin-Friedenau, Kaiserallee (heute Bundesallee) 67 / Mainauer Straße 1 (unter Denkmalschutz)[7]
- 1908: Grabmal für Friedrich Althoff im Botanischen Garten Berlin[8]
- 1909: Grabmal für Walter Leistikow auf dem Friedhof Steglitz in Berlin
- 1909–1915: Osterholzer Friedhof in Bremen-Osterholz (Hochbauten von Seeck, Grünplanung von Paul Freye; unter Denkmalschutz)
- 1912: Landhaus für den Fabrikanten Robert Hauptner in Berlin-Zehlendorf, Argentinische Allee 24/26 (erheblich verändert)[9]
- 1914: Mausoleum der Familie von Wedekind auf dem Rittergut Friedrichswalde (Mecklenburg), am Groß Labenzer See (mit Hirsch-Skulptur auf dem Vorplatz von Louis Tuaillon; unter Denkmalschutz)[10]
- 1915: Haus Hosaeus, Parkstraße 84/86 (heute Bernadottestraße 84/86), Berlin-Dahlem (erhalten, nicht unter Denkmalschutz)
- 1916: Grabmal der Familie Gutmann auf dem Urnenfriedhof Gerichtstraße in Berlin-Wedding (unter Denkmalschutz)[11]
- vor 1917: Landhaus für den Unternehmer Conrad Credé jun. in Niederzwehren bei Kassel[12]
- vor 1919: Wohnhaus des Bildhauers Hermann Hosaeus in Berlin-Grunewald, Parkstraße 84/86
- 1922: Grabmal der Familiengruft Werner von Siemens auf dem Südwestkirchhof Stahnsdorf bei Berlin
- 1924: Wohnhausgruppe an der Teltower Straße in Berlin-Zehlendorf-Mitte[13]
- vor 1928: Friedhofskapelle in Neuhardenberg[13]
- 1928: Grabmal der Familie Michalowsky in Neu-Temmen (mit Skulptur einer „Trauernden“ von Bildhauer Wilhelm Gerstel)
- 1929–1930: Wohnhaus für Reinhold Melchior in Berlin-Grunewald, Brahmsstraße 16/18 (später verändert, unter Denkmalschutz)[14]

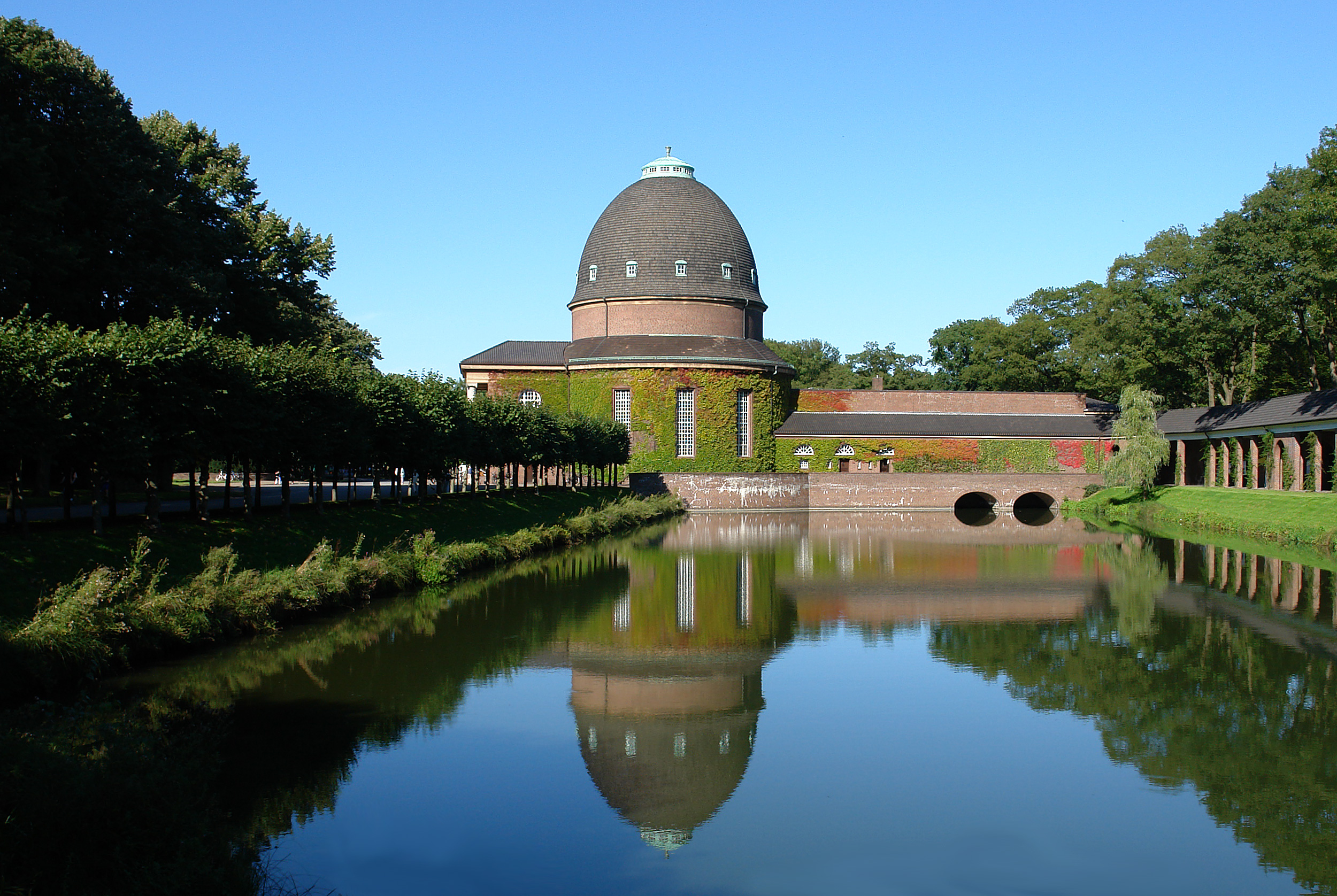
Osterholzer Friedhof in Bremen (1909–1915)
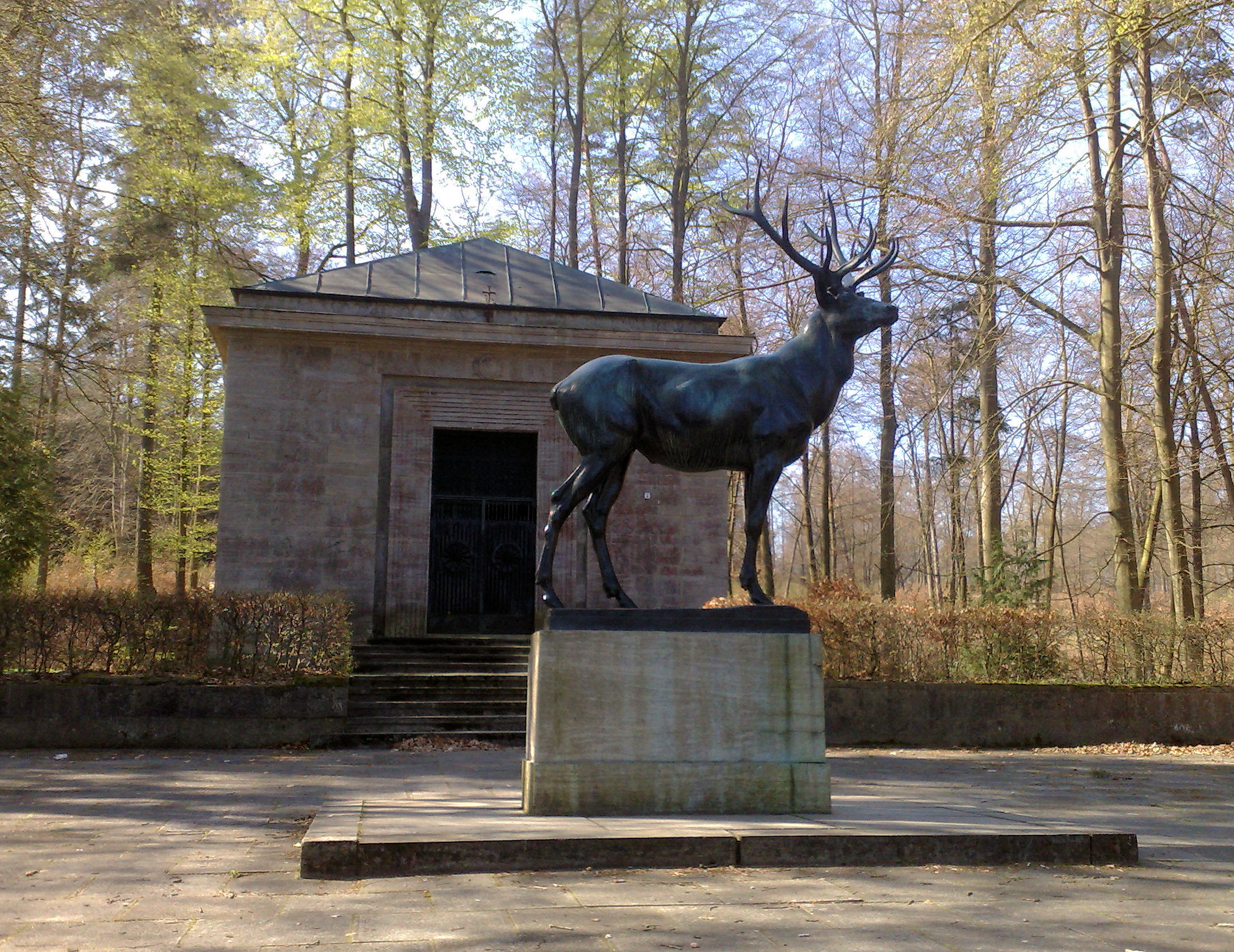
Mausoleum der Familie von Wedekind in Friedrichswalde (1914)
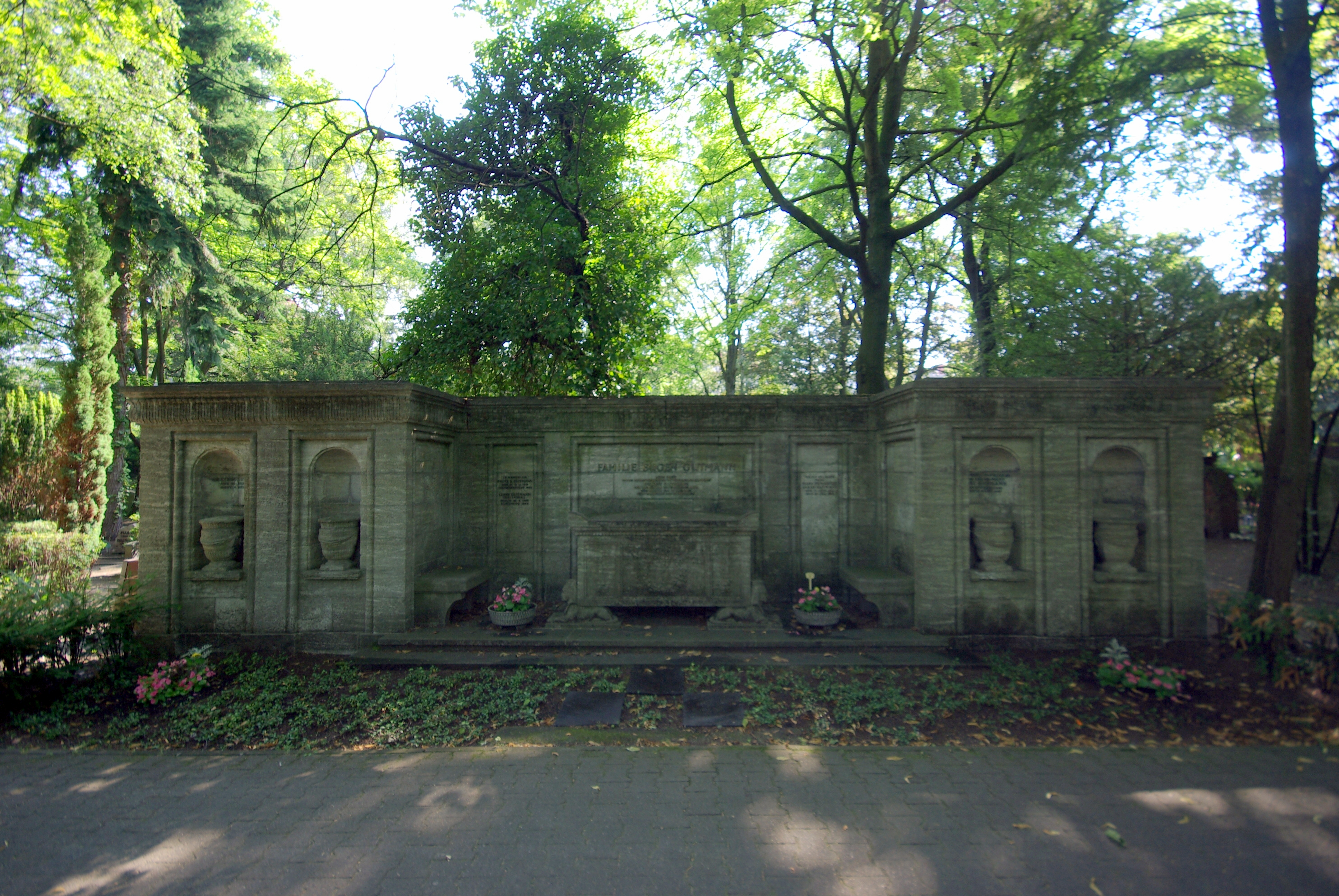
Grabmal der Familie Gutmann in Berlin (1916)
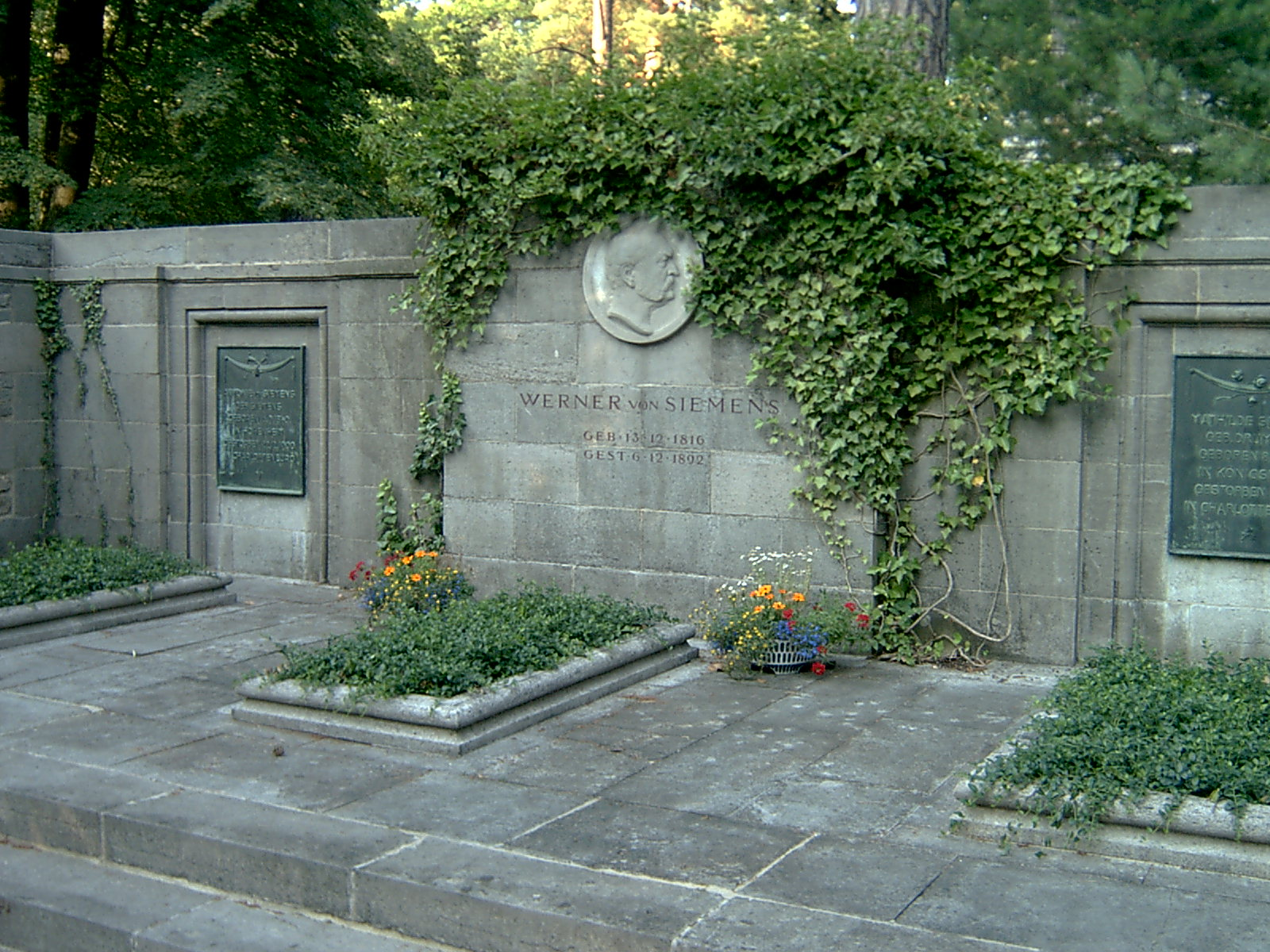
Grabmal der Familie Werner von Siemens, Südwestkirchhof Stahnsdorf (1922)
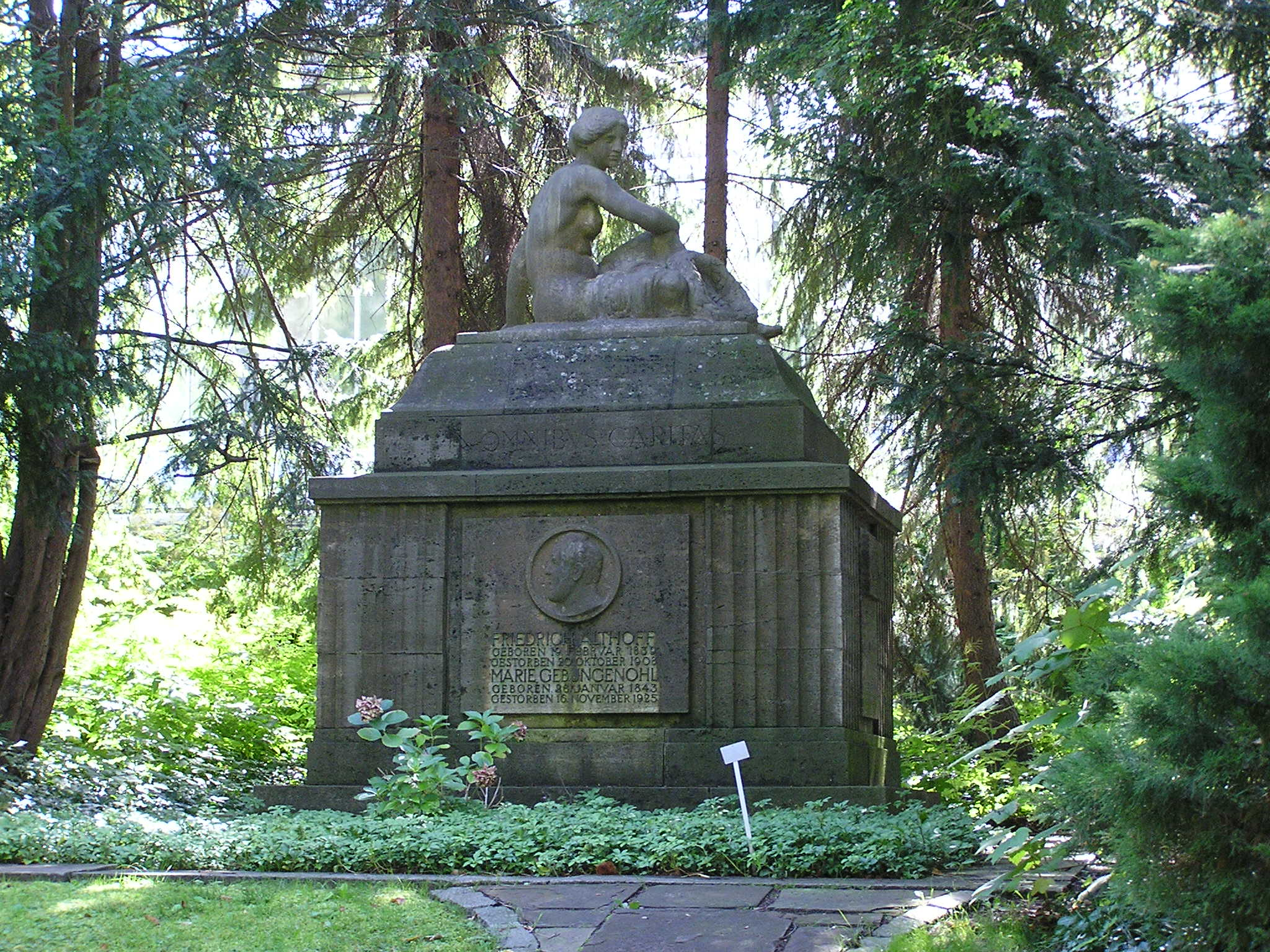
Grabmal Friedrich Althoff im Botanischen Garten Berlin

Schriften
- Das Kunstgewerbe. In: Philipp Zorn, Herbert von Berger (Schriftleitung) / Siegfried Körte, Friedrich Wilhelm von Loebell u. a. (Hrsg.): Deutschland unter Kaiser Wilhelm II. 3. Band, 11. Buch: Schöne Literatur und Künste. Reimar Hobbing, Berlin 1914, S. 64–76 [1596–1608]; Volltext (Wikisource).